# División de Honor de balonmano 1960-61
La División de Honor de balonmano 1960-61 fue la 3.ª edición de la máxima competición de balonmano de España. Se desarrolló en un fase con catorce equipos en formato de liga, enfrentados todos contra todos a doble vuelta. El campeón se clasificaba para la Copa de Europa.

## Clasificación
|    | Equipo                         | PJ | PG | PE | PP | GF  | GC  | Dif  | Pts |
| -- | ------------------------------ | -- | -- | -- | -- | --- | --- | ---- | --- |
| 1  | C.BM. Granollers               | 26 | 23 | 1  | 2  | 453 | 315 | +138 | 47  |
| 2  | Club Atlético de Madrid        | 26 | 20 | 0  | 6  | 411 | 294 | +117 | 40  |
| 3  | C.D. Amaikak Bat San Sebastián | 26 | 17 | 1  | 8  | 376 | 297 | +79  | 35  |
| 4  | C.D. Sabadell                  | 26 | 16 | 2  | 8  | 424 | 405 | +19  | 34  |
| 5  | G.A. Altos Hornos Sagunto      | 26 | 14 | 0  | 12 | 335 | 313 | +22  | 28  |
| 6  | Dakotas Madrid                 | 26 | 13 | 1  | 12 | 410 | 417 | –7   | 27  |
| 7  | U.D. Gimnástica Badalona       | 26 | 12 | 1  | 13 | 429 | 432 | –3   | 25  |
| 8  | C.F. Arrahona Sabadell         | 26 | 11 | 2  | 13 | 408 | 416 | –8   | 24  |
| 9  | G.E. Bressel Madrid            | 26 | 11 | 0  | 15 | 351 | 391 | –40  | 22  |
| 10 | E.F.P. Automovilismo Madrid    | 26 | 10 | 1  | 15 | 302 | 340 | -38  | 21  |
| 11 | C.D. Obras del Puerto Alicante | 26 | 9  | 1  | 16 | 350 | 397 | –47  | 19  |
| 12 | Valencia C.F.                  | 26 | 8  | 1  | 17 | 301 | 368 | –67  | 17  |
| 13 | Estudiantes Elche F.J.         | 26 | 7  | 2  | 17 | 326 | 387 | –61  | 16  |
| 14 | Anayak E.D. San Sebastián      | 26 | 4  | 1  | 21 | 251 | 357 | –106 | 9   |

|  | Campeón    |
|  | Descienden |

NOTA: De cara a la temporada 1961-62 desaparece la División de Honor con grupo único y se juega una Primera División con varios grupos, por lo que en esta temporada 1960-61 no hay descensos en sí.
| Cataluña                         |
| Campeón BM Granollers 6.º título |

| Predecesor: Temporada 1959-60 | División de Honor 1969-70 | Sucesor: Temporada 1961-62 |